# チンクエ・テッレ
チンクエ・テッレ（イタリア語: Cinque Terre）は、イタリア北西部のリグーリア海岸にある5つの村を指す。険しい海岸に色とりどりの家屋が並ぶ文化的景観によって知られており、ポルトヴェーネレや小島群などと共にユネスコの世界遺産に登録されている。また、チンクエ・テッレは段々畑によるブドウとオリーブの栽培が盛んで、ワインの産地としても知られる。

## 地理

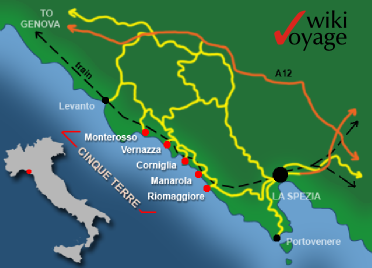
チンクエ・テッレ

「チンクエ・テッレ」は、イタリア語で「5つの土地」という意味をもち、"5 Terre" と表記されることもある。リグーリア州ラ・スペツィア市の西方に所在する、地中海（リグリア海）に面した次の5つの集落の総称である。集落はすべて海岸の小さな谷または高い岬に位置し、一帯の植生はガリグとマキア低木林が多い。
1. モンテロッソ・アル・マーレ (Monterosso al Mare) - 西北端
2. ヴェルナッツァ (Vernazza)
3. コルニリア (Corniglia)
4. マナローラ (Manarola)
5. リオマッジョーレ (Riomaggiore) - 東南端

行政上はラ・スペツィア県に属し、モンテロッソ・アル・マーレ、ヴェルナッツァ、リオマッジョーレの3つの基礎自治体（コムーネ）にまたがる。
5つの集落のうち最多の人口を有するのは東南端のリオマッジョーレ（1,142人、2001年国勢調査時点）で、ラ・スペツィアから西へ7 km、州都ジェノヴァから東南東へ72 kmの距離にある。西北端のモンテロッソ・アル・マーレとの間は直線距離にして約8 km隔たっている。
ともに世界遺産に登録されているポルトヴェーネレはリオマッジョーレから南東へ9 kmほどの距離にあり、ポルトヴェーネレ沖合の小島群（パルマリア島、ティーノ島、ティネット島）ともども同じラ・スペツィア県内にある。

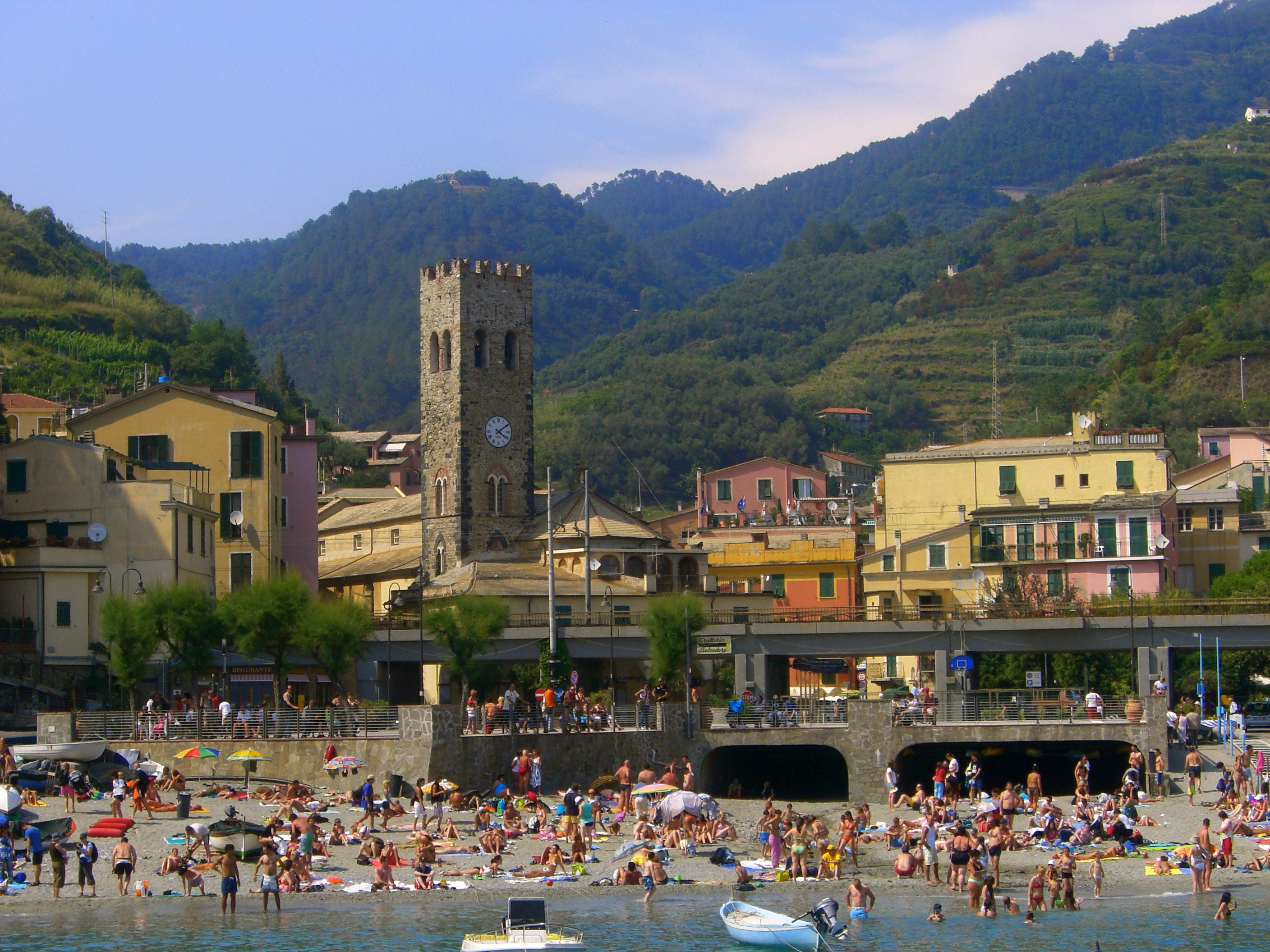
モンテロッソ・アル・マーレ
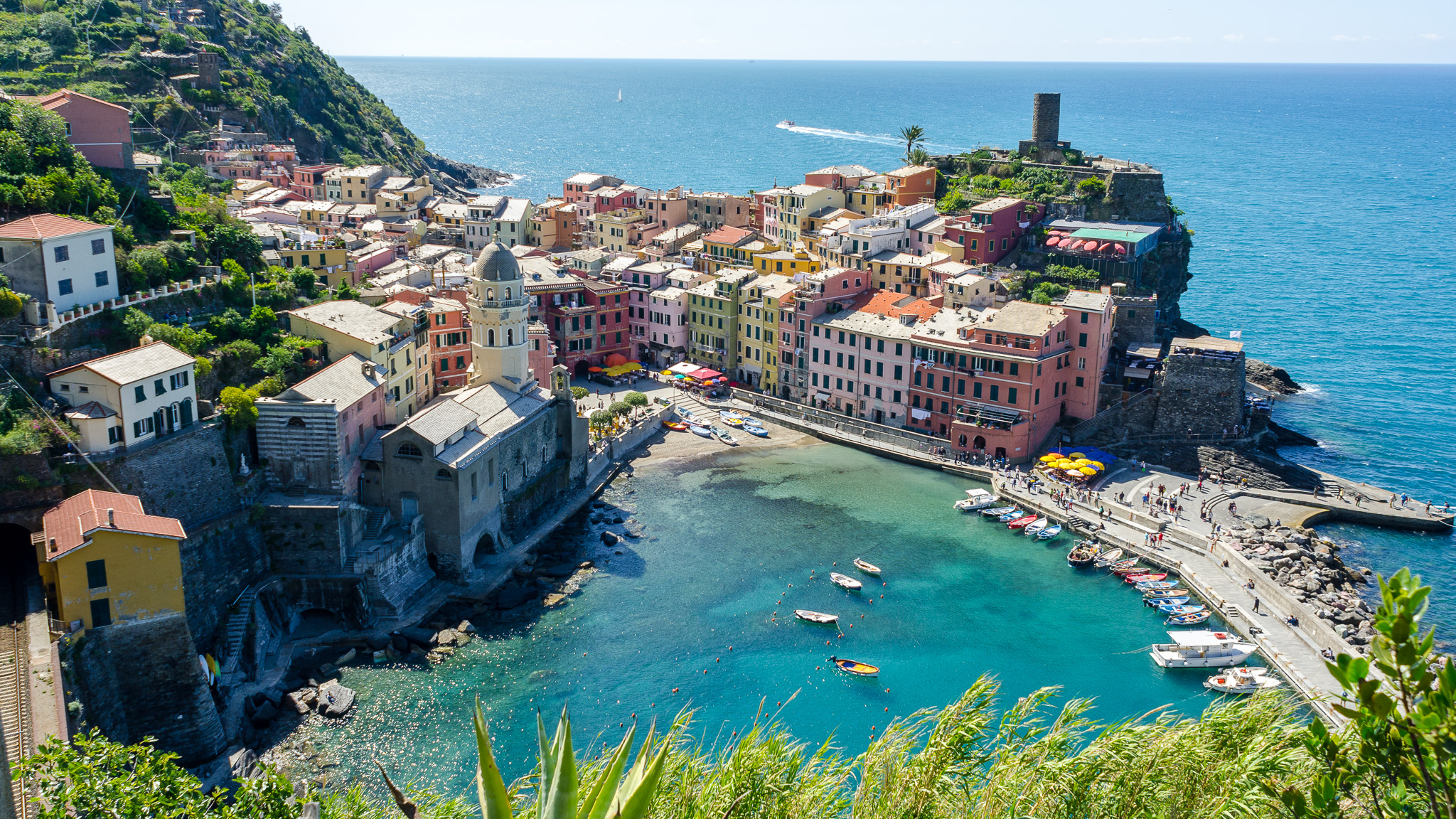
ヴェルナッツァ
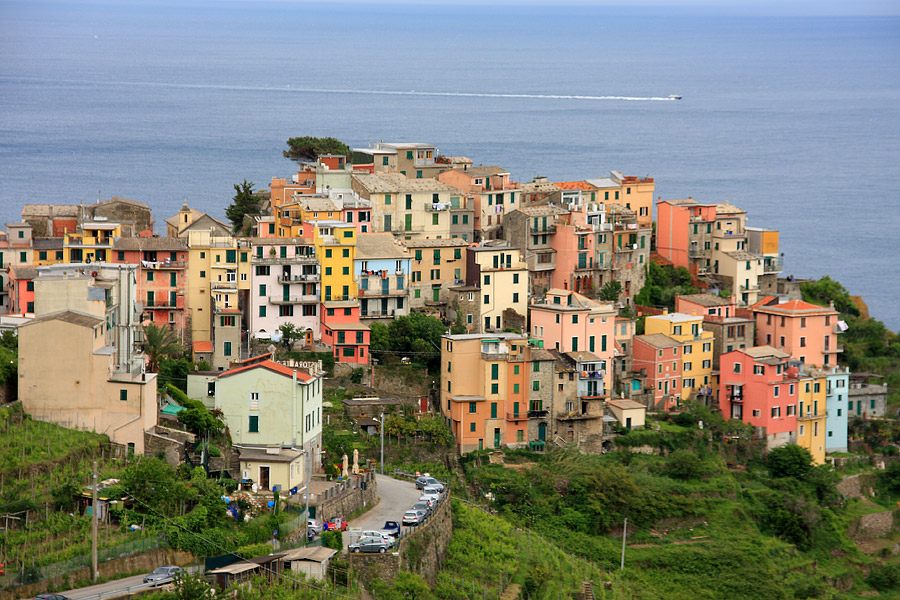
コルニリア
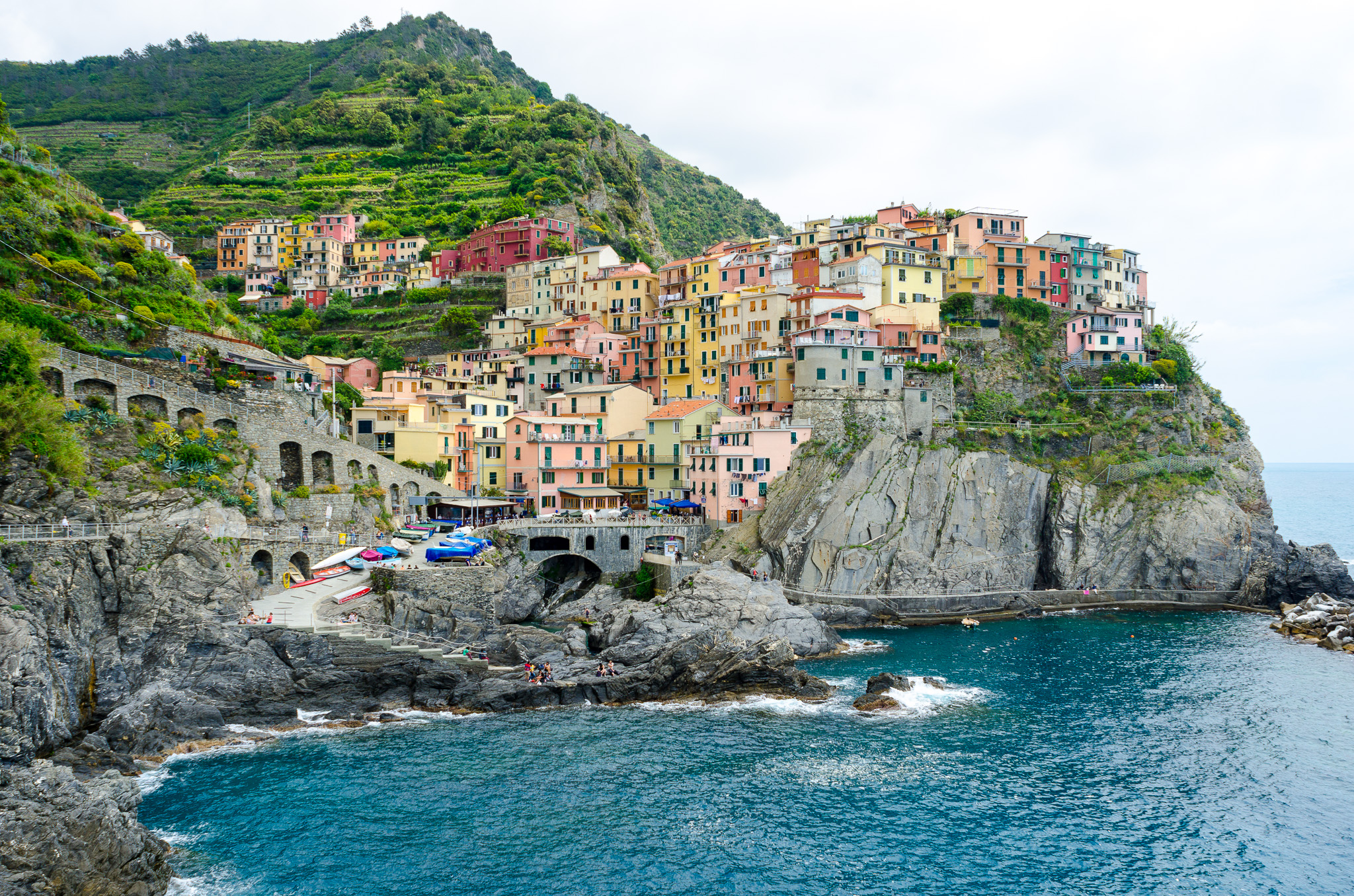
マナローラ
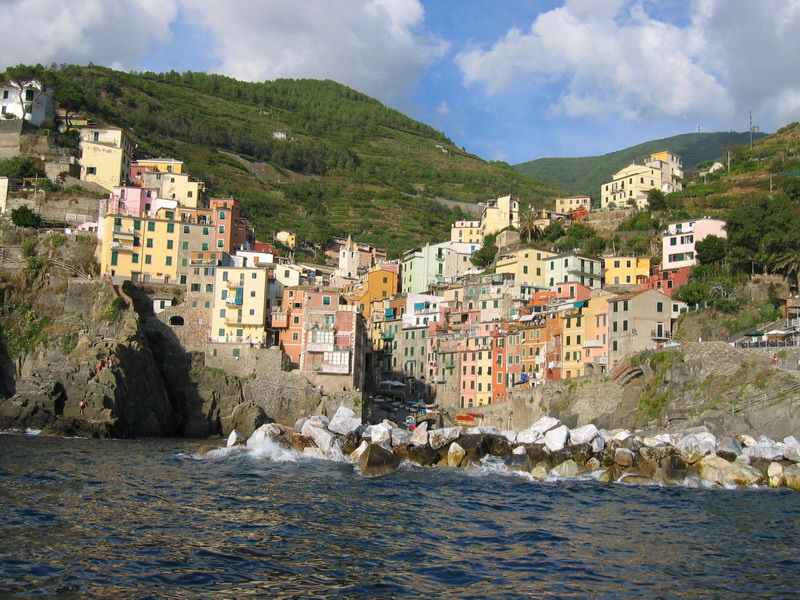
リオマッジョーレ

## 登録基準
この世界遺産は世界遺産登録基準のうち、以下の条件を満たし、登録された（以下の基準は世界遺産センター公表の登録基準からの翻訳、引用である）。
- (2) ある期間を通じてまたはある文化圏において、建築、技術、記念碑的芸術、都市計画、景観デザインの発展に関し、人類の価値の重要な交流を示すもの。
- (4) 人類の歴史上重要な時代を例証する建築様式、建築物群、技術の集積または景観の優れた例。
- (5) ある文化（または複数の文化）を代表する伝統的集落、あるいは陸上ないし海上利用の際立った例。もしくは特に不可逆的な変化の中で存続が危ぶまれている人と環境の関わりあいの際立った例。

## 歴史・社会

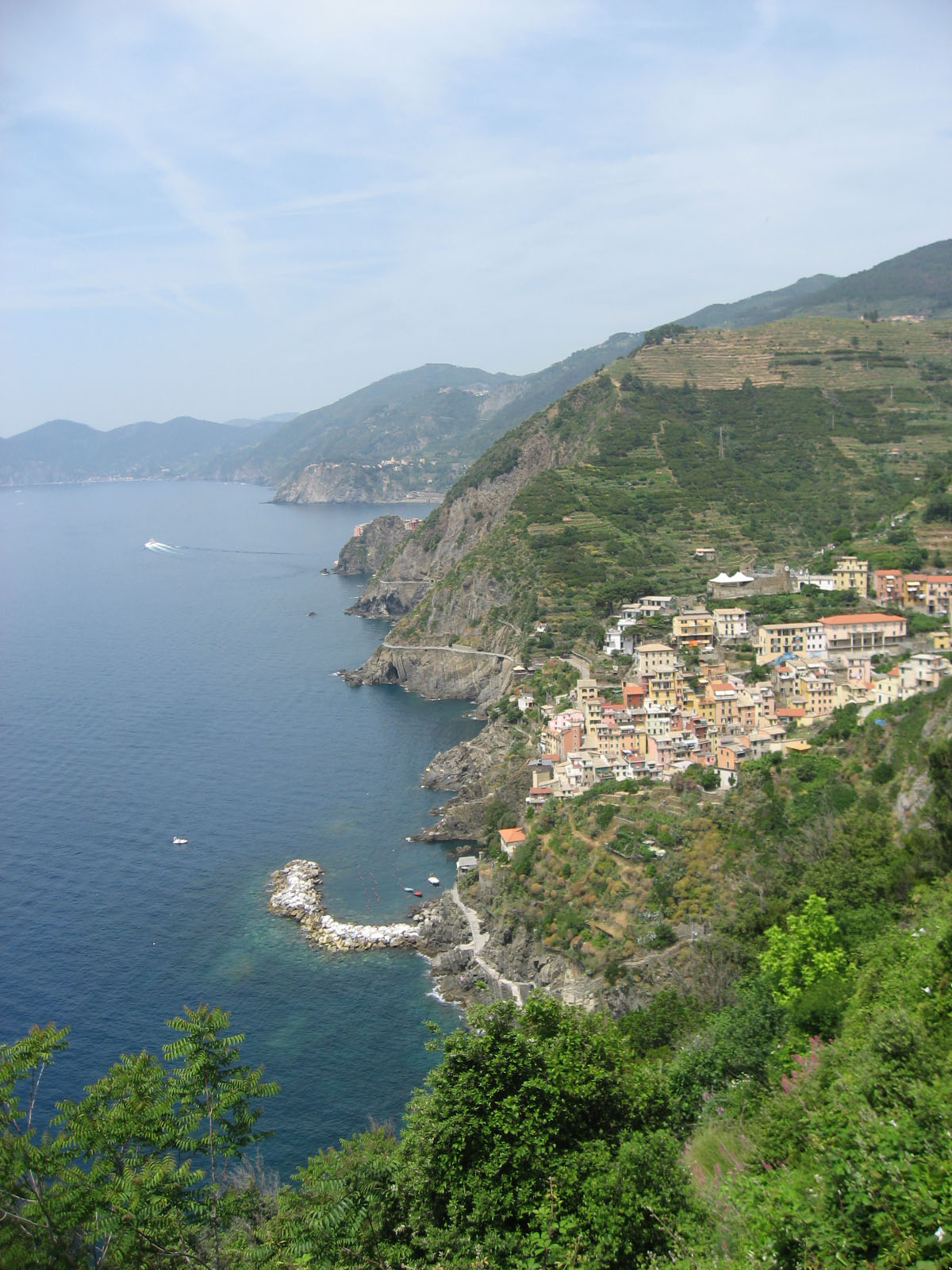
マナローラ付近の海岸

チンクエ・テッレの村々は、11世紀に要塞都市として建設された。以後1000年にわたって、隣の村との往来は船で行われていた。陸路で孤立したこれらの村々には、今も往時の面影が色濃く残っている。
平地がなく、土地も痩せているチンクエ・テッレで、人々は急斜面の固い岩盤を砕いて石垣を築き、岩盤を砕いた際に出た砂を土壌にして畑を作った。数百年かけて築かれてきた石垣の総延長は、6700 km に及び、これは日本列島を往復できる距離である。
この痩せた土地に根付いた作物がブドウである。人々はこのブドウからワインを醸造して生活を成り立たせた。ブドウ畑を守るためには土台となる石垣の修復は欠かせない。古い石垣は雨と風の影響で崩れやすくなっているからである。ここで育つブドウは、あまりたくさんの実をつけない。しかし、そのぶん味が凝縮したコクのあるワインが産まれた。それは古くからジェノヴァの商人によって、広く輸出されていた。
16世紀の古文書『ジェノヴァ年代記』（1537年）には「チンクエ・テッレは急斜面で不毛の土地ながら、人々が知恵を絞ってブドウを栽培し、ワインを作っている。多くの貴族、王子、王たちがそのワインをテーブルに置くことを大きな誇りにしている。」と記されている。

## 施設
- 愛の小道  (it:Via dell'Amore (Cinque Terre))

マナローラとリオマッジョーレの間をつなぐ約1キロ強の遊歩道（有料）。

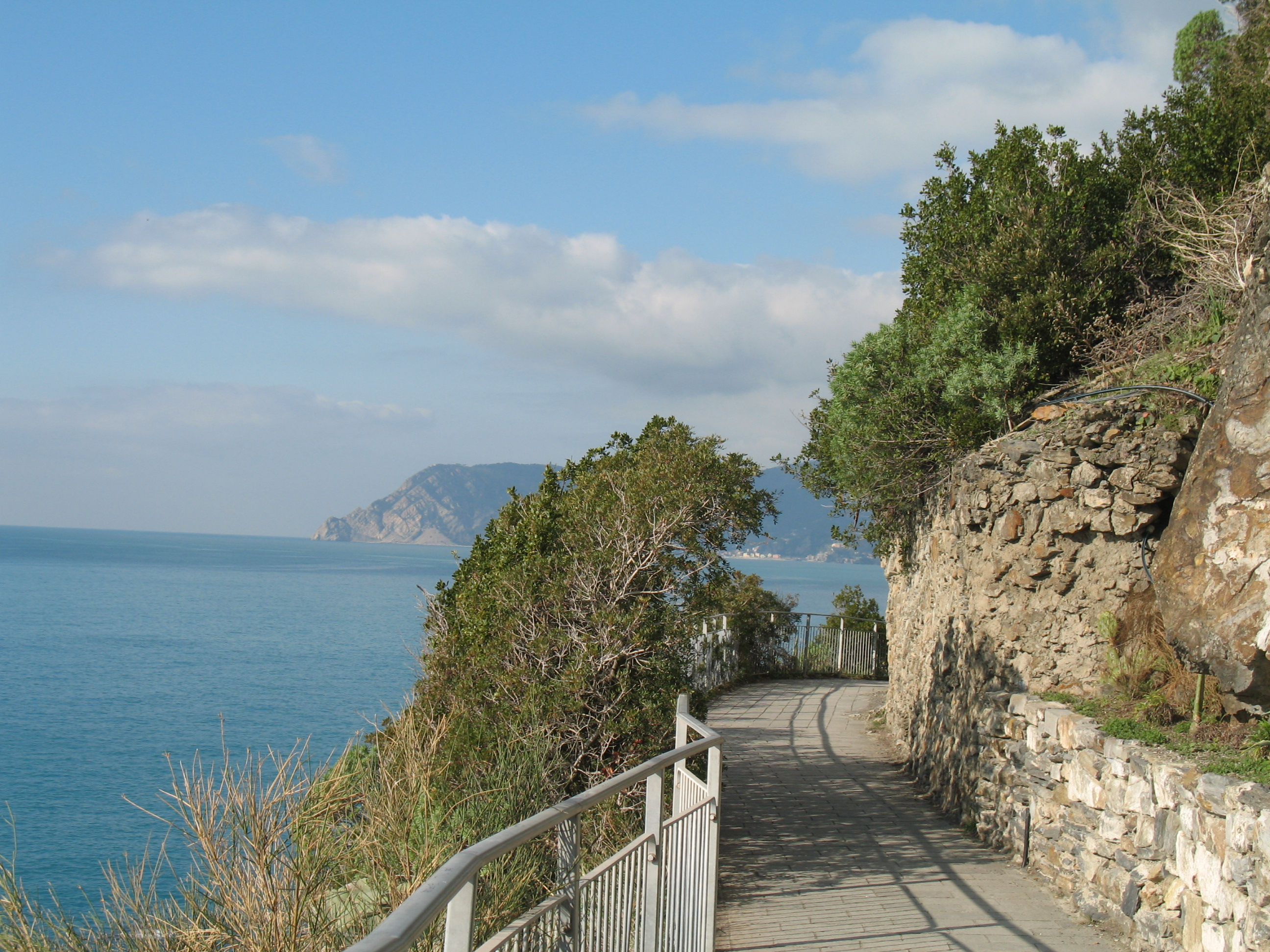
愛の小道
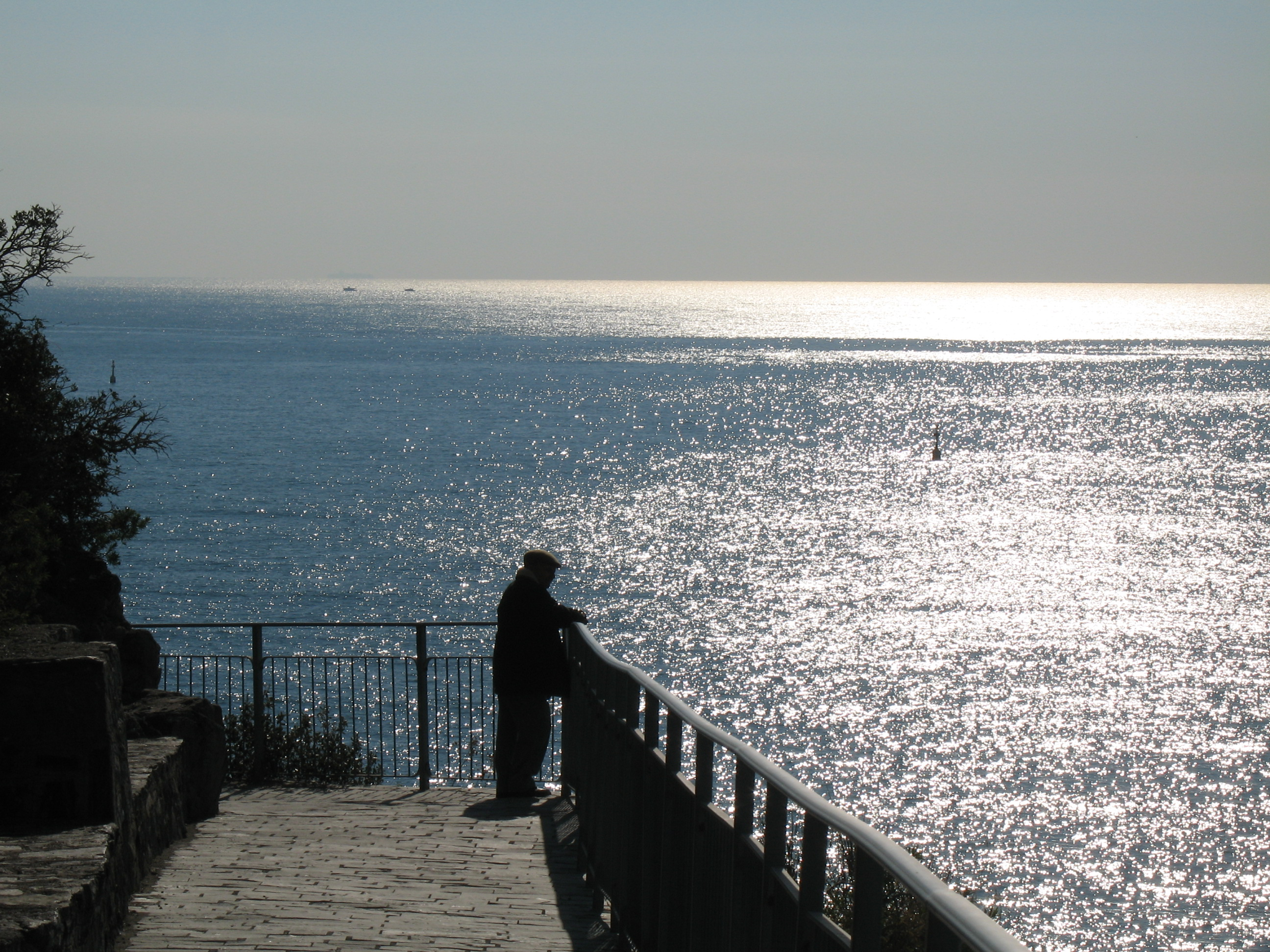
愛の小道
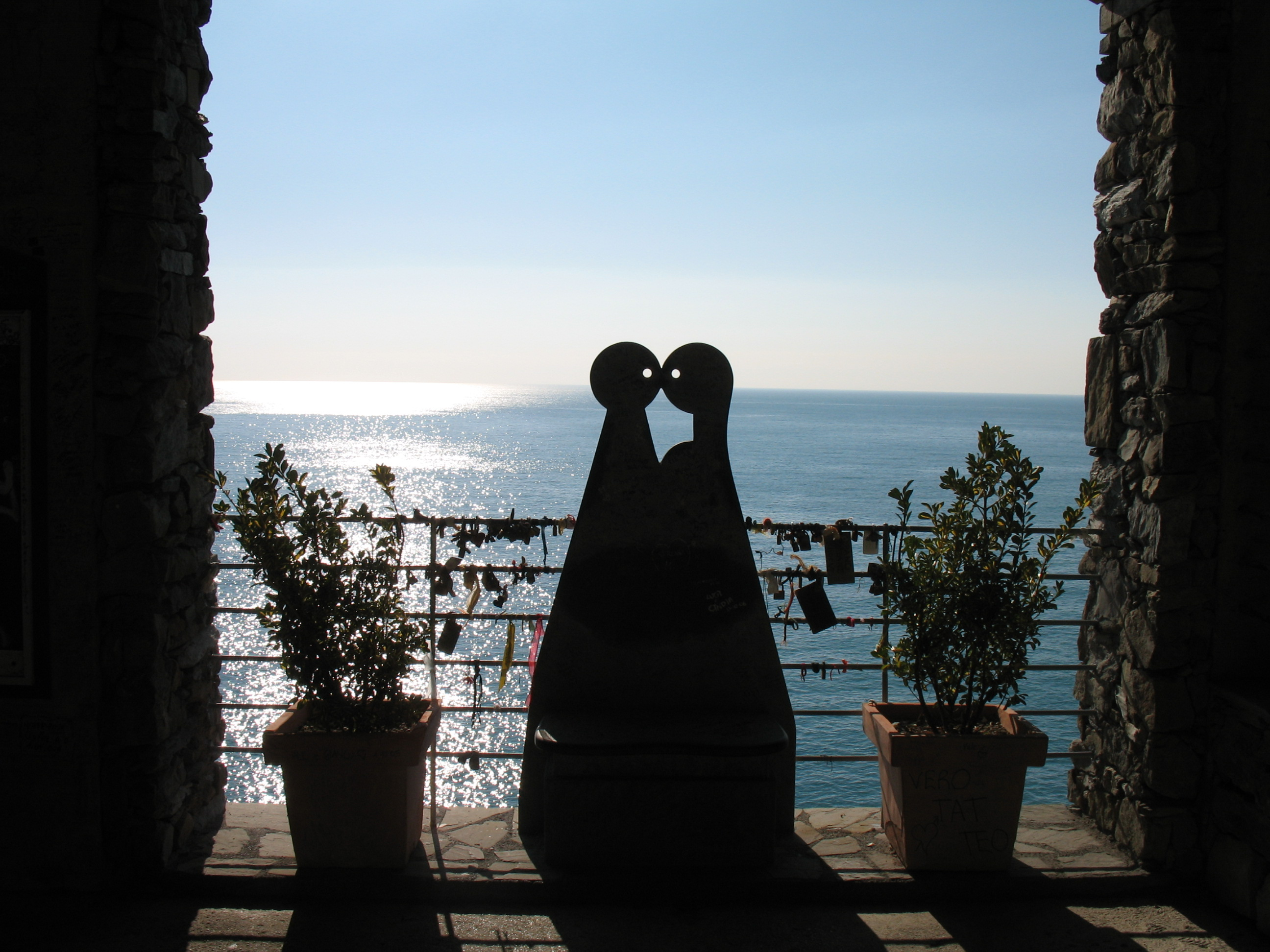
愛の小道

## 産品

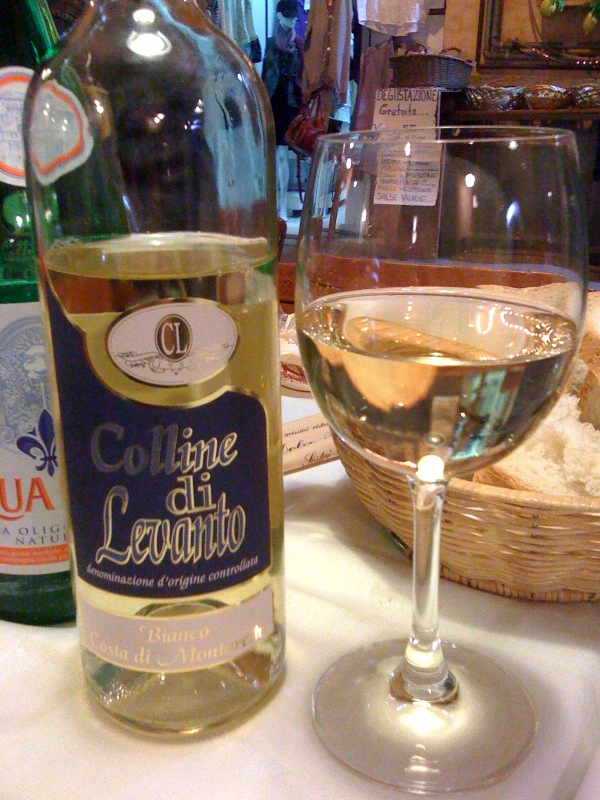
チンクエ・テッレのワイン

チンクエ・テッレのワイン (Cinque Terre DOC) は、原産地呼称統制（DOC）の指定を受けている。
- シャッケートラ (it:Sciachetrà) - 甘口のワイン[4]

## アクセス

### 鉄道

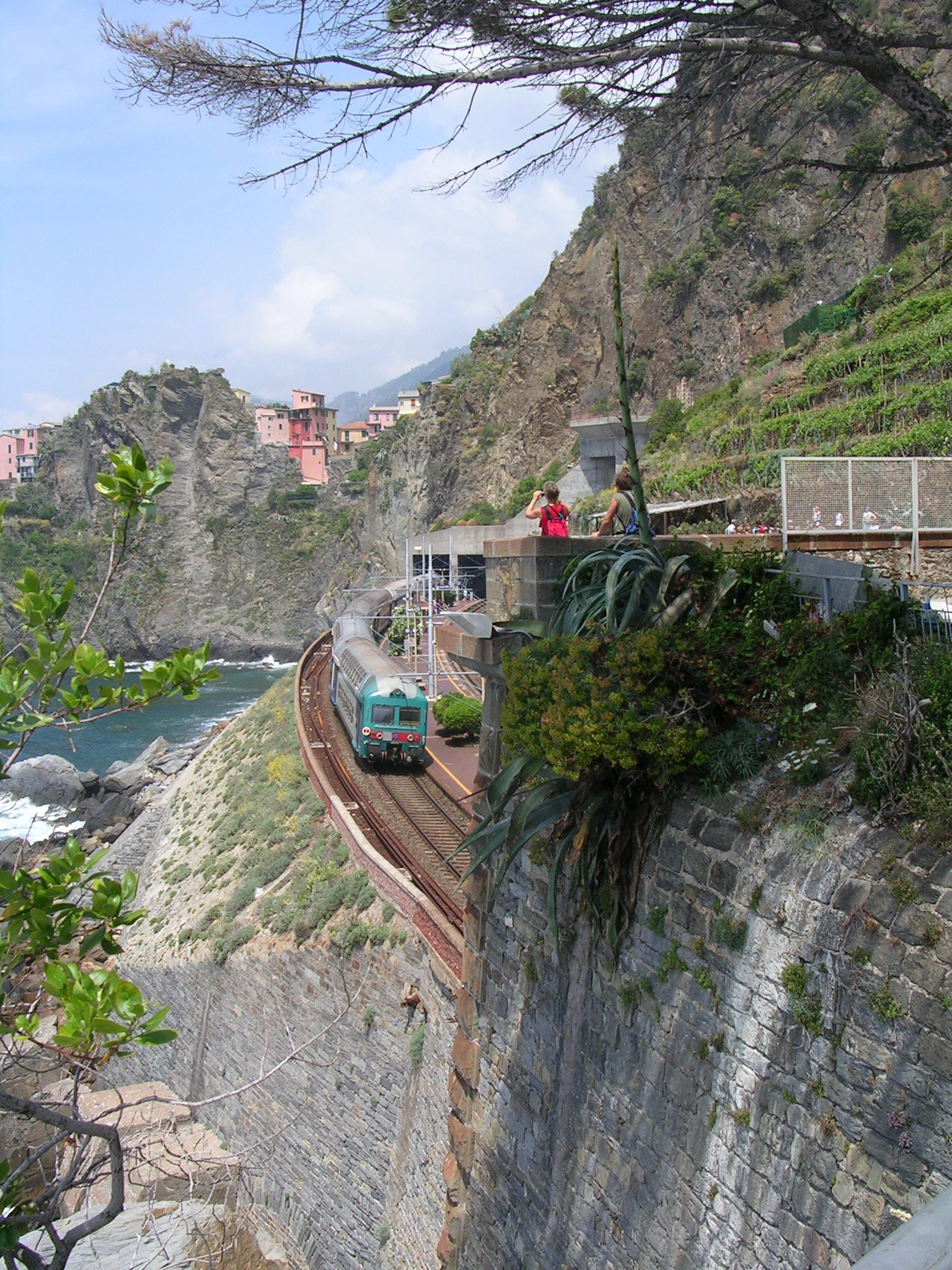
リグーリア海岸沿いを走る鉄道

チンクエ・テッレの海沿いの崖を縫うように、鉄道路線（ピサ＝ラ・スペーツィア＝ジェノヴァ線）が走っており、5つの集落にそれぞれ駅がある。ジェノヴァ駅からは約1時間半程度、ラ・スペツィア駅からは約十数分から約30分前後で到着する。
- （ラ・スペーツィア方面）
- リオマッジョーレ駅 (it:Stazione di Riomaggiore)
- マナローラ駅 (it:Stazione di Manarola)
- コルリニア駅 (it:Stazione di Corniglia)
- ヴェルナッツァ駅 (it:Stazione di Vernazza)
- モンテロッソ駅 (it:Stazione di Monterosso)
- （ジェノヴァ方面）

### 海路
- フェリー
  - Navigazione Golfo dei Poeti 5 Terreにて

## 参照
- イタリア鉄道旅行、最高！- チンクエ・テッレ (愛の小道) ：comestaiさんの旅行ブログ by 旅行のクチコミサイト フォートラベル
- ペルージャ発　なおこの絵日記 : チンクエ・テッレを歩く１、　チンクエ・テッレを歩く２、　チンクエ・テッレを歩く３
- Cinque Terre on Vimeo
- イタリア　チンクエテッレ / 大雨による影響：海外旅行現地情報｜OTOA ［ 一般社団法人 日本海外ツアーオペレーター協会 ］ - 2011年10月25日に大災害が発生した。